# Canada ai XV Giochi olimpici invernali
Il Canada partecipò ai XV Giochi olimpici invernali, svoltisi a Calgary, Canada, dal 13 al 28 febbraio 1988, con una delegazione di 112 atleti impegnati in dieci discipline.